# Béni Slimane (distrito)
Béni Slimane é um distrito localizado na província de Médéa, Argélia, e cuja capital é a cidade de mesmo nome. A população total do distrito era de 50 676 habitantes, em 2008.[carece de fontes?]

## Comunas
O distrito está dividido em três comunas:
- Béni Slimane
- Sidi Errabia
- Bouskene